# 利原線
利原線（リウォンせん）は、朝鮮民主主義人民共和国咸鏡南道利原郡にある利原鉄山駅から遮湖駅までを結ぶ鉄道路線である。

## 路線データ
- 路線距離：利原鉄山～遮湖11.2km
- 駅数：4（両端駅を含む）
- 軌間：1435mm
- 電化区間：羅興～曽山間（平羅線との重複区間）（直流3000V）
- 複線区間：なし

## 概要
日本統治時代に建設された利原鉄山線と遮湖線を原型としている。

## 駅一覧
- 駅所在地は全線咸鏡南道利原郡内。

| 駅名       | 駅名       | 駅名           | 駅間キロ (km) | 利原鉄山 からの 累計キロ (km) | 羅興 からの 累計キロ (km) | 接続路線             |
| 日本語     | 朝鮮語     | 英語           | 駅間キロ (km) | 利原鉄山 からの 累計キロ (km) | 羅興 からの 累計キロ (km) | 接続路線             |
| ---------- | ---------- | -------------- | ------------- | ----------------------------- | ------------------------- | -------------------- |
| 利原鉄山駅 | 리원철산역 | Riwŏn Ch'ŏlsan | 0.0           | 0.0                           | 3.0                       |                      |
| 羅興駅     | 라흥역     | Rahŭng         | 3.0           | 3.0                           | 0.0                       | 北朝鮮鉄道省：平羅線 |
| 羅興駅     | 라흥역     | Rahŭng         | 3.0           | 3.0                           | 元山から 263.8            | 北朝鮮鉄道省：平羅線 |
| 曽山駅     | 증산역     | Chŭngsan       | 3.3           | 6.3                           | 267.1                     | 北朝鮮鉄道省：平羅線 |
| 曽山駅     | 증산역     | Chŭngsan       | 3.3           | 6.3                           | 曽山から 0.0              | 北朝鮮鉄道省：平羅線 |
| 遮湖駅     | 차호역     | Ch'aho         | 4.9           | 11.2                          | 4.9                       |                      |

## 参考資料
- 国分隼人（2007年）. 『将軍様の鉄道 北朝鮮鉄道事情』, 新潮社. ISBN 9784103037316